# Władysław Maleszewski

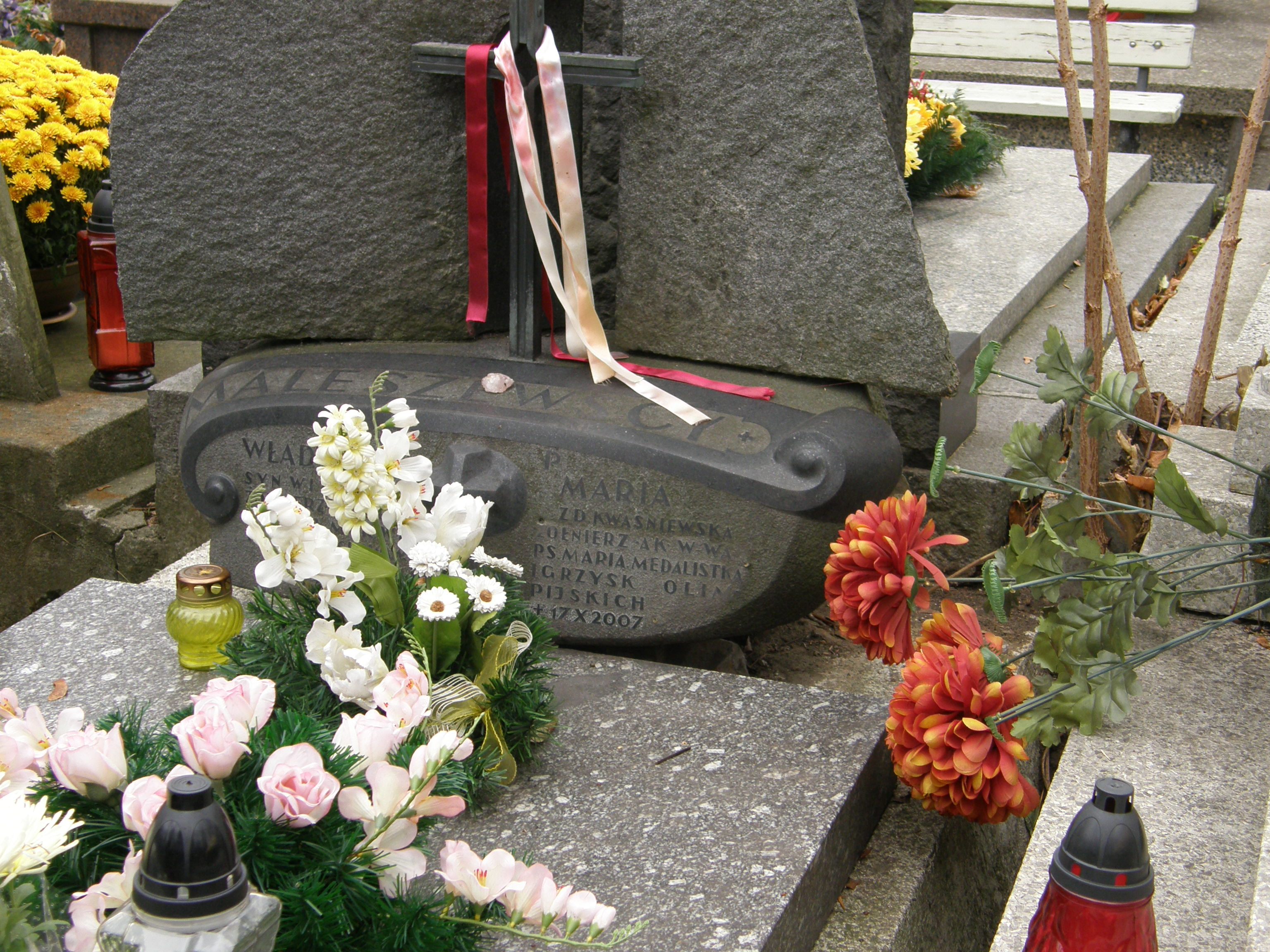
Grób rodzinny Władysława Maleszewskiego i jego żony Marii Kwaśniewskiej na Starych Powązkach

Władysław Maleszewski (ur. 14 czerwca 1921 w Wilnie, zm. 27 lutego 1983 w Warszawie) – polski koszykarz, absolwent, Gimnazjum im. Adama Mickiewicza w Wilnie, gdzie debiutował w sporcie, broniąc kadry gimnazjum, obrońca, trener reprezentacji Polski i klubów ligowych, zdobywca dwóch tytułów mistrza Polski w koszykówce jako zawodnik i pięciu tytułów mistrza Polski jako trener, mistrz Polski w siatkówce (1946), działacz Polskiego Związku Koszykówki i Akademickich Związków Sportowych. Autor podręczników „Nauczanie koszykówki” (1954) i „Taktyka koszykówki” (1976). 

## Kariera sportowa

### Reprezentacja Polski
Reprezentant Polski, debiutował w 1946. Dwukrotnie uczestniczył w ME. W 1946 zajął z drużyną dziewiąte miejsce, zdobył 9 punktów w dwóch meczach. W 1947 zajął wraz z kolegami szóste miejsce. Zagrał prawdopodobnie we wszystkich sześciu meczach, zdobył 15 punktów. Łącznie w latach 1946-1948 zagrał w reprezentacji Polski 15 razy.

### Występy ligowe
Przed II wojną światową był zawodnikiem AZS Wilno, w 1938 zdobył z tą drużyną mistrzostwo Polski juniorów (m.in. z Romualdem Markowskim). Po wojnie zamieszkał w Warszawie. Jako zawodnik Społem Warszawa zdobył z drużyną czwarte miejsce w mistrzostwach Polski w 1946. Następnie został mistrzem Polski w barwach AZS Warszawa w 1947 oraz YMCA Łódź w 1948. W sezonie 1950/1951 poprowadził jako grający trener Polonię Warszawa do awansu do I ligi. W ten sposób rozpoczął udaną karierę trenerską. W 1946 z drużyną Społem Warszawa został także mistrzem Polski w siatkówce.

### Kariera trenerska
W kolejnych sezonach z Polonią Warszawa zdobywał jako trener - 9 miejsce (1952), 7 miejsce (1953) i 2 miejsce (1954). Do jego zawodników należeli m.in. Jerzy Sterenga i późniejszy wybitny trener Witold Zagórski. Rozstał się z drużyną po pierwszej kolejce sezonu 1954/1955 i jesienią objął reprezentację Polski, z którą odniósł duży sukces na Mistrzostwach Europy w 1955, zdobywając 5 miejsce. Na początku sezonu 1956/1957 ponownie objął warszawską Polonię, która sięgnęła po wicemistrzostwo Polski. Sam Maleszewski prowadził drużynę tylko w dwóch pierwszych kolejkach, następnie wspomagał jako kapitan związkowy trenera Zygmunta Olesiewicza na Mistrzostwach Europy w 1957. W styczniu 1958 ponownie objął Polonię, jednak drużyna zajęła jedynie 7 miejsce. Już następny sezon (1958/1959) okazał się najbardziej udanym w dotychczasowej karierze trenerskiej. Koszykarze Polonii sięgnęli po tytuł Mistrza Polski. W drużynie grali poza W. Zagórskim m.in. Janusz Wichowski i Jerzy Piskun.
Po sukcesie z Polonią, w kolejnym sezonie (1959/1960) związał się z Legią Warszawa i od razu sięgnął z nią po mistrzostwo Polski. Sukces ten powtórzył w latach 1961, 1963 i 1966. Ponadto zdobył też trzecie miejsce w 1962, czwarte miejsce w 1965 i 1967 oraz piąte miejsce w 1964. Sezon 1966/1967 był dla niego ostatnim w roli szkoleniowca klubu. Prowadził w nim tak znanych zawodników jak Władysław Pawlak, Andrzej Pstrokoński, Tadeusz Suski, Janusz Wichowski (który za trenerem przeniósł się z Polonii), Leszek Arent, Włodzimierz Trams, Stanisław Olejniczak. Jako kierownik reprezentacji Polski uczestniczył także w srebrnym medalu tej drużyny na mistrzostwach Europy w 1963. 
Po zakończeniu kariery trenerskiej działał w dalszym ciągu w Polskim Związku Koszykówki (był m.in. wiceprezesem w latach 1979-1980), komentował rozgrywki koszykarskie na łamach Przeglądu Sportowego.
Jego ojcem był przedwojenny prezydent Wilna Wiktor Maleszewski, a żoną lekkoatletka Maria Kwaśniewska-Maleszewska. 
Zmarł w Warszawie. Został pochowany na cmentarzu Stare Powązki (kwatera 100-1-24)